# سیارک ۱۱۴۰۶
سیارک ۱۱۴۰۶ (به انگلیسی: 11406 Ucciocontin، نامگذاری:1999CY14) یازده هزار و چهارصد و ششمین سیارک کشف شده‌است که در ۱۵ فوریه ۱۹۹۹ کشف شد.
قدر مطلق سیارک برابر ۱۹.۵ است.